# M+M's
M+M's, conosciuta anche come M&M's, è una canzone dei Blink-182, pubblicata per le radio come singolo, il primo del gruppo. Il brano fa parte della lista tracce del loro primo album in studio, Cheshire Cat.

## Tracce
CD
1. M+M's – 2:35

## Video musicale
Il video mostra i tre componenti del gruppo svegliarsi accanto alle loro ragazze e decidere di rubare ognuno qualcosa, per poi scappare. Dopo il furto i tre si incontrano e passano la giornata a divertirsi. Quando stanno scaricando dall'auto gli strumenti per andare a tenere un concerto arrivano le rispettive ragazze e comincia una sparatoria, dove i Blink-182 vengono tutti colpiti, però non muoiono. Poi si alzano e salgono sul palco. A causa della scena della sparatoria, il video è stato girato un'altra volta.

## Formazione
- Mark Hoppus – voce, basso
- Tom DeLonge – chitarra
- Scott Raynor – batteria